# Lithax atratulus
Lithax atratulus là một loài Trichoptera hóa thạch trong họ Goeridae.